# Castillo de Carrickfergus

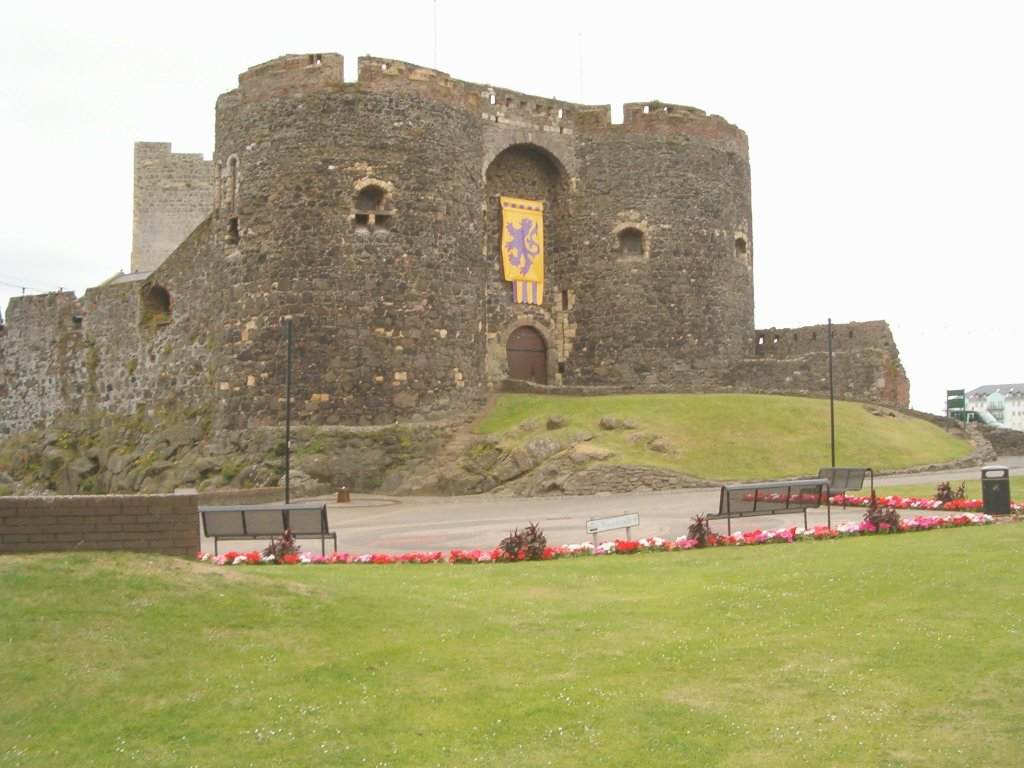
Vista del Castillo de Carrickfergus.

El Castillo de Carrickfergus es un castillo normando situado en el pueblo de Carrickfergus, en el Condado de Antrim, Irlanda del Norte. El castillo está ubicado a orillas del Belfast Lough. Asediado por escoceses, irlandeses, ingleses y franceses, el castillo jugó un importante rol militar hasta 1928 y es una de las estructuras medievales mejor preservadas de toda Irlanda. Hoy día, el castillo es mantenido por el Servicio de Entorno y Patrimonio como un monumento histórico del Estado.

## Orígenes
El Castillo de Carrickfergus fue construido por Juan de Courcy en 1177 para servir como su cuartel general, después de conquistar la parte oriental de Úlster y gobernar como un insignificante rey hasta 1204, cuando fue destituido por otro aventurero normando llamado Hugo de Lacy. Inicialmente Juan de Courcy construyó la sala interior como un pequeño bailey al final de un promontorio con un alto muro poligonal y una puerta por el Este. Éste tenía una serie de edificios, incluyendo el «gran salón». Desde se estratégica posición en un promontorio rocoso, originalmente casi rodeado por el mar, el castillo dominaba Belfast Lough.

## Control inglés
Fue en 1210 cuando por vez primera apareció en los registros ingleses cuando el Juan I de Inglaterra lo puso bajo sitio y tomó control de lo que entonces era la guarnición estratégica más importante de Úlster. Luego de la captura, una policía fue encomendada a dirigir el castillo y las áreas circundantes. En 1217, De Serlane, quien estaba a cargo del control, asignó cien libras para la construcción de una nueva pared para que el acceso cercano a la roca quedara protegido.
Una sala en el primer piso de la torre este se cree que fue la capilla del castillo a causa de su estilo románico de doble ventana alrededor, aunque la capilla original debió haber estado en la sala interior. La bóveda acanalada sobre el pasaje de entrada, el llamado murder hole (un lugar de defensa sobre el pasaje de entrada) y el «rastrillo» son inserciones tardías, probablemente parte de la remodelación que siguió al sitio de Edward Bruce entre 1315 y 1316.
Después del colapso del Condado de Úlster en 1333, el castillo quedó como el principal centro residencial y administrativo de la Corona en el norte de Irlanda. Durante las primeras etapas de la Guerra de los Nueve Años (1595–1603) cuando la influencia inglesa en el norte se volvió más tenue, las fuerzas de la Corona fueron abastecidas y mantenidas a través del puerto del pueblo. En 1597, los alrededores fueron el escenario de la batalla de Carrickfergus.
Durante los siglos XVI y XVII una serie de mejoras fueron realizadas para acomodar artillería, sin embargo, estas mejoras no previnieron que el castillo fuera atacado y capturado en muchas ocasiones durante esa época. El general Schomberg sitió y tomó el castillo en 1690. Este fue el lugar donde Guillermo III de Inglaterra primero pisó Irlanda el 14 de junio de 1690.
En 1760, luego de una feroz batalla en el pueblo, los franceses rodearon el pueblo bajo el mando de François Thurot. Saquearon el castillo y el pueblo y entonces se fueron, aunque fueron capturados más tarde por la Marina Real Británica.

## Uso posterior
En 1778, un pequeño pero importante evento en la Guerra de Independencia estadounidense comenzó en Carrickfergus, cuando John Paul Jones, del lado de la resistencia, por estar demasiado cerca al castillo atrajo un buque de la Marina Real Británica de su atracadero en el Canal del Norte y ganó una batalla de una hora conocida como «Duelo naval del Canal del Norte». En 1797 el castillo, que fue usado en varias ocasiones como casa de prisioneros de guerra, se convirtió en una prisión y fue defendido fuertemente durante las Guerras napoleónicas, seis pistolas quedan de las veintidós que fueron utilizadas en 1811.
Durante un siglo quedó como una tienda de municiones y armería. Durante la Primera Guerra Mundial fue usado como guarnición y tienda de armamento, y durante la Segunda Guerra Mundial como refugio de asaltos aéreos. Fue acuartelado continuamente durante 750 años hasta 1928, cuando su propietario transfirió al gobierno la preservación del antiguo monumento y éste abrió al público. El salón de banquetes fue totalmente restaurado y allí se ubicaron muchas exhibiciones que muestran cómo fue la vida en los tiempos medievales.